# Field’s

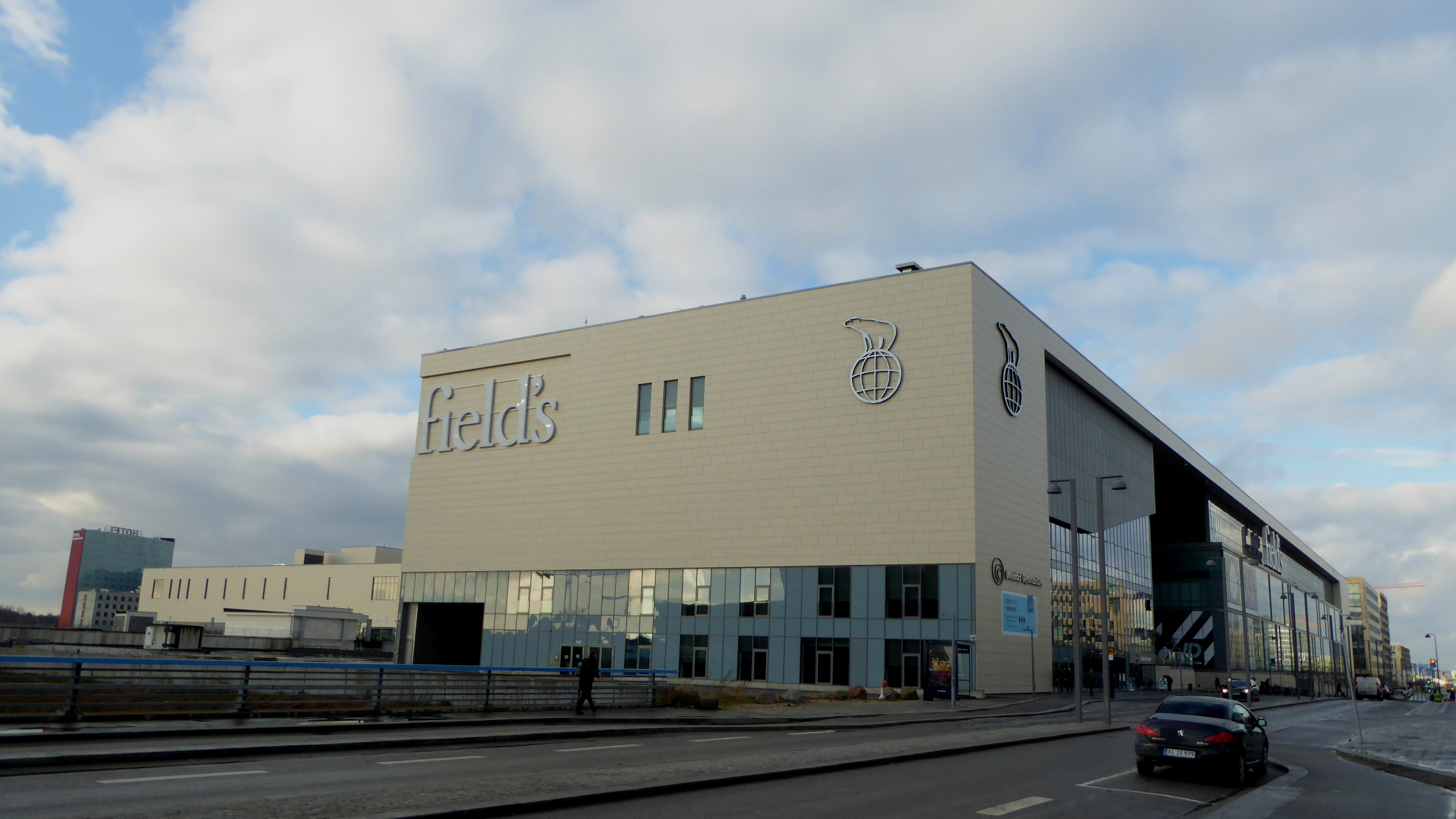
Field’s (2017)

Field’s ist ein Einkaufszentrum im Stadtviertel Ørestad der dänischen Hauptstadt Kopenhagen neben der Europastraße 20 am Bahnhof Ørestad auf der Insel Amager.
Mit 115.000 m² ist es das zweitgrößte Einkaufszentrum Dänemarks nach dem Waves und eines der größten in Skandinavien. Es gehört der Steen & Strøm Danmark A/S, wurde vom Architekturbüro C. F. Møller, Evenden und Haskolls entworfen und am 9. März 2004 eröffnet.
Am 3. Juli 2022 kam es im Field’s zu einem Anschlag, bei dem drei Menschen getötet wurden.